# Úderná skupina záolšanských povstalců

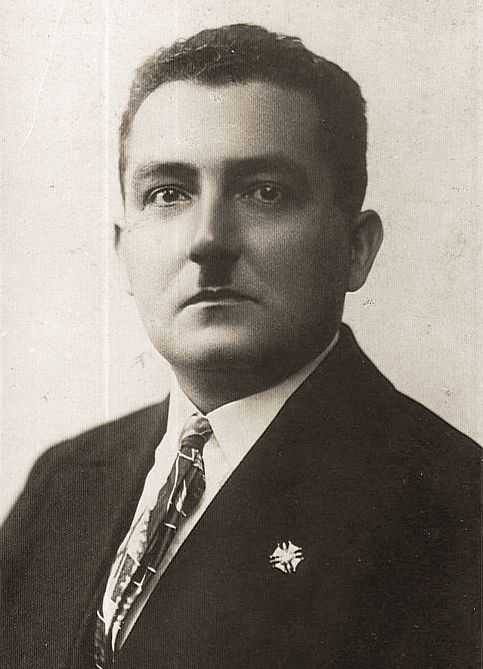
Plukovník Walenty Fojkis, jehož jménem byla úderná skupina pojmenována

Úderná skupina záolšanských povstalců, plným jménem Úderná skupina záolšanských povstalců plukovníka Walentyho Fojkise (polsky Grupa Szturmowa Powstańców Zaolziańskich im. Pułkownika Walentego Fojkisa) byla polská ozbrojená skupina, vytvořená v Michałkowicích (dnes součást města Siemianowice Śląskie) pro obsazení východní části československého Těšínska v roce 1938. Působila nezávisle na Legionu Zaolzie. Velitelem skupiny byl Ryszard Zalewski.